# Matrice (typografi)
 For alternative betydninger, se matrice.
En matrice indenfor bogtryk er en form til støbning af bogstaver, kendt som typer, som anvendes til højtryk.
Indenfor håndsætningen indsættes en matrice bestående af et bogstav i bunden af en håndform. Formen låses og smeltet typemetal, en tin-legering, hældes ind i et ligesidet hulrum ovenover matricen. Efter metallet er kølnet og størknet, åbnes håndformen, og den nyligt støbte metaltype fjernes, og er klar til sætning sammen med andre. Matricen kan derefter genbruges til at støbe flere af samme type. Løse typer kan også fremstilles på maskine. 
Indenfor maskinsætning samles enten rækker af løse matricer i maskinen og hele linjen støbes ud i ét (Typograph, Linotype og Intertype) eller en maskine styres af en hulstrimmel hullet på et særskilt apparat til at støbe enkelte typer ud fra en matricetavle (de enkelte matricer kan udskiftes), hvor matricerne er monteret (Monotype). Typerne sættes automatisk sammen til en spalte. 
Endelig fremstilledes sats til overskrifter (rubrikker) gerne på et Ludlow-anlæg. Løse matricer samles med hånden i en ramme, og linjen støbes i ét i maskinen. Ludlowsats er karakteristisk ved at ligne et T i tværsnit, da linjen ikke støbes massiv. 
Matricer kan fremstilles ud fra et skåret stålstempel, en patrice, eller ved fræsning i en blok af typemetal og derpå fremstilling af aftryk med galvanoplastik. 